# Satoshi Otomo
Satoshi Otomo (nacido el 1 de octubre de 1981) es un futbolista filipino que se desempeñaba como centrocampista.
En 2014, Satoshi Otomo jugó para la selección de fútbol de Filipinas.

## Trayectoria

### Clubes
| Club                | País      | Año         |
| ------------------- | --------- | ----------- |
| Vegalta Sendai      | Japón     | 2000 - 2002 |
| Sagan Tosu          | Japón     | 2003        |
| Yokohama FC         | Japón     | 2004 - 2005 |
| FC Reimsbach        | Alemania  | 2005 - 2006 |
| TDK                 | Japón     | 2006 - 2007 |
| FC Gifu             | Japón     | 2007 - 2009 |
| Persib Bandung      | Indonesia | 2009 - 2010 |
| Bontang FC          | Indonesia | 2010 - 2011 |
| Persela Lamongan    | Indonesia | 2011 - 2012 |
| Ayeyawady United FC | Birmania  | 2012 - 2013 |
| Trat FC             | Tailandia | 2013 - 2014 |
| Global Cebu FC      | Filipinas | 2014 - 2015 |
| Yokogawa Musashino  | Japón     | 2015 - 2016 |
| JP Voltes FC        | Filipinas | 2016 - 2018 |
| Davao Aguilas FC    | Filipinas | 2018 -      |

### Selección nacional
| Selección | País      | Año  |
| --------- | --------- | ---- |
| Absoluta  | Filipinas | 2014 |

## Estadística de equipo nacional
| Selección de fútbol de Filipinas | Selección de fútbol de Filipinas | Selección de fútbol de Filipinas |
| Año                              | Part.                            | Goles                            |
| -------------------------------- | -------------------------------- | -------------------------------- |
| 2014                             | 1                                | 0                                |
| Total                            | 1                                | 0                                |